# Pterotiltus coeruleocephalus
Pterotiltus coeruleocephalus är en insektsart som beskrevs av Bolívar, I. 1905. Pterotiltus coeruleocephalus ingår i släktet Pterotiltus och familjen gräshoppor. Inga underarter finns listade i Catalogue of Life.